# Ragazzi esploratori cattolici italiani
Ragazzi esploratori cattolici italiani (RECI) è stata la prima associazione scout cattolica fondata in Italia, anche se non si diffuse mai oltre i confini della Liguria.

## Storia
Il RECI nacque a Genova nel 1915, ereditando l'esperienza delle Gioiose o "Associazione Juventus Juvat", fondata a Genova nel 1905 dal pedagogista Mario Mazza. Nel 1910 la Gioiosa era confluita  nei Ragazzi esploratori  (RE) di Sir Francis Vane, costituendone la sezione ligure.
Quando nel 1910 Mario Mazza venne in contatto con Sir Vane per invitarlo a tenere una conferenza sul movimento scout, Mario Mazza era in rapporto con "James Spensley", medico inglese e promotore del gioco del Calcio in Italia (aveva contribuito a diffondere il gioco del calcio come socio del Genoa Cricket and Athletic Club in seguito Genoa Cricket and Football Club). Spensley aveva conosciuto in Inghilterra il movimento dello scautismo e lo stesso Robert Baden-Powell che gli aveva dato in omaggio una copia autografata di Scouting for Boys.
Francis Vane venne invitato a Genova per una conferenza il 13 novembre 1910. In seguito a questa evento, due giorni dopo, Mazza e Spensley costituirono la sezione ligure dei Ragazzi esploratori. Presidente fu nominato il conte colonnello Ottavio Reghini, mentre Mario Mazza fu eletto segretario di sezione.James Richardson Spensley divenne commissario delegato per la Liguria.
Nel 1913, in seguito a importanti contrasti ideologici con il presidente Reghini, Mario Mazza uscì dall'associazione e ricostituì le Gioiose, in chiave scout. Mel 1915 Le Gioiose, dopo aver ricevuto l'autorizzazione della Curia di Genova, cambiarono nome in "RECI" cioè Ragazzi esploratori cattolici italiani.
Il RECI, pur non andando oltre i confini della regione Liguria, può essere considerata a ragione la prima associazione scout cattolica in Italia.
Nel 1916 confluì nell'Associazione scautistica cattolica italiana (ASCI).